# IC 4671
IC 4671 је група звијезда у сазвјежђу Змија која се налази на листи објеката дубоког неба у Индекс каталогу.
Деклинација објекта је - 10° 17' 12" а ректасцензија 17h 55m 7,0s.